# Kranj (stacja kolejowa)
Kranj – stacja kolejowa w Kranju, w Słowenii. Znajduje się na linii Lublana-Jesenice. Została otwarta w 1870. Jest obsługiwana przez Slovenske železnice.
Dawniej stanowiła stację węzłową. odchodziła stąd linia do Tržiča.